# Torneo Godó 1972
Il Torneo Godó 1972 è stato un torneo di tennis giocato sulla terra rossa. È stata la 20ª edizione del Torneo Godó, che fa parte del Commercial Union Assurance Grand Prix 1972. Si è giocato al Real Club de Tenis Barcelona di Barcellona in Spagna, dal 16 al 23 ottobre 1972.

## Campioni

### Singolare
Jan Kodeš ha battuto in finale  Manuel Orantes con il punteggio di 6–3, 6–2, 6–4

### Doppio
Juan Gisbert  /  Manuel Orantes hanno battuto in finale  Frew McMillan /  Ilie Năstase con il punteggio di 6–3, 3–6, 6–4